# Nicolas Liautard
 (août 2021).

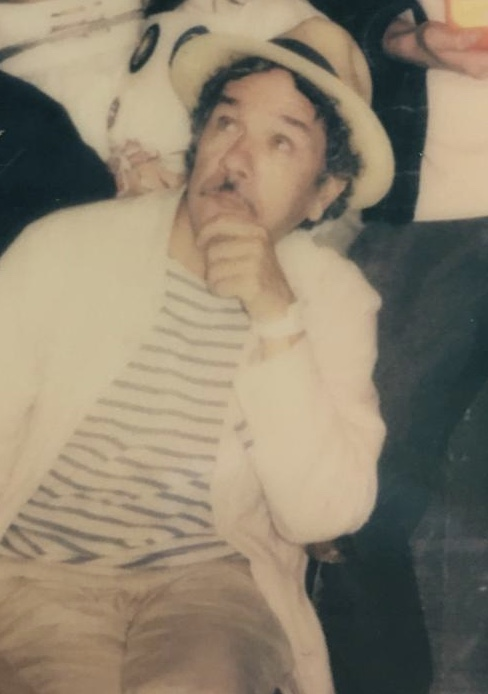

Nicolas Liautard est un metteur en scène, acteur et auteur de théâtre français, né à Marseille. 
En 1993, il est lauréat du Festival international de théâtre universitaire de Nanterre-Amandiers avec Le Procès de Franz Kafka. Directeur de la compagnie Robert de profil. Directeur artistique du Théâtre de Nogent sur Marne de 2006 à 2022. Directeur du festival Les Théâtrales Charles Dullin depuis 2022.

## Comédien
- 1992 : Caligula d'Albert Camus, mise en scène Jacques Rosny
- 1993 : Le Banquet de Platon, mise en scène Michèle Foucher, Théâtre Nanterre-Amandiers, Théâtre national de Strasbourg, Festival d'Avignon, Théâtre de Gennevilliers
- 1995 : Antoine et Cléopâtre de William Shakespeare, mise en scène Pascal Rambert, MC93 Bobigny
- 1996 : Les Yeux bleus cheveux noirs de Marguerite Duras, mise en scène Pedro Khadivar, Théâtre de l'Athénée-Louis-Jouvet
- 2001 : Dom Juan de Molière, mise en scène J.J Rieu Théâtre de Nogent sur Marne
- 2003 : Frères du bled de Christophe Botti, mise en scène Marion Suzanne Théâtre de Nogent sur Marne
- 2007 : Pouvais-je te demander de bien vouloir te déplacer de quelques millimètres de Christophe Tarkos, mise en scène Nicolas Liautard
- 2009 : L'Avare de Molière, mise en scène Nicolas Liautard, Théâtre des Quartiers d'Ivry
- 2011 : Le Misanthrope de Molière, mise en scène Nicolas Liautard, Théâtre des Quartiers d'Ivry
- 2014 : Scènes de la vie conjugale de Ingmar Bergman, Théâtre national La Colline
- 2016 : Balthazar de Nicolas Liautard Théâtre Paris Villette
- 2017 : Après la répétition de Ingmar Bergman, Théâtre de la Tempête
- 2018 : Trahison de Harold Pinter
- 2022 : La loi de Murphy de Nicolas Liautard et Magalie Nadaud, Théâtre Paris Villette
- 2023 : My dinner with André d'André Gregory et Wallace Shawn Théâtre Dunois
- 2025 : Cabaret néopathétique d'après Cami, mise en scène Clément Poirée, Théâtre de la Tempête

## Metteur en scène
- 1993 : Le Procès de Franz Kafka
- 1994 : Le Bonheur après l'assaut
- 1995 : La République livre 1 de Platon
- 1995 : La Folie du jour de Maurice Blanchot
- 1996 : À l'intérieur journal de Franz Kafka
- 2000 : Hyménée de Nicolas Gogol
- 2003 : Rêves de Wajdi Mouawad
- 2005 : Ajax de Sophocle
- 2007 : Pouvais-je te demander de bien vouloir te déplacer de quelques millimètres de Christophe Tarkos
- 2007 : Amerika d'après Franz Kafka
- 2008 : Le Nez d'après Nicolas Gogol
- 2009 : L'Avare de Molière
- 2010 : Blanche Neige, tradition populaire
- 2011 : Le Misanthrope de Molière
- 2011 : Zouc par Zouc d’Hervé Guibert et Zouc
- 2012 : Meine Bienen. Eine Schneise pièce musicale de Klaus Händl, musique d’Andreas Schett/Franui – production Festival de Salzbourg
- 2012 : Littlematchseller d'après le film de James Williamson et H.C. Andersen
- 2013 : Il faut toujours terminer qu'est-ce qu'on a commencé de Nicolas Liautard, d'après Moravia et Dante
- 2014 : Scènes de la vie conjugale de Ingmar Bergman
- 2016 : Balthazar de Nicolas Liautard
- 2017 : Après la répétition de Ingmar Bergman
- 2018 : Trahison de Harold Pinter
- 2019 : La Cerisaie d'Anton Tchekhov
- 2020 : Pangolarium de Nicolas Liautard et Magalie Nadaud
- 2022 : La loi de Murphy de Nicolas Liautard et Magalie Nadaud
- 2023 : My dinner with André d'André Gregory et Wallace Shawn
- 2023 :Moon ou les dentelles du Cygne de Nicolas Liautard et Magalie Nadaud
- 2025 : Le Banquet de Platon